# جاسوئیچی

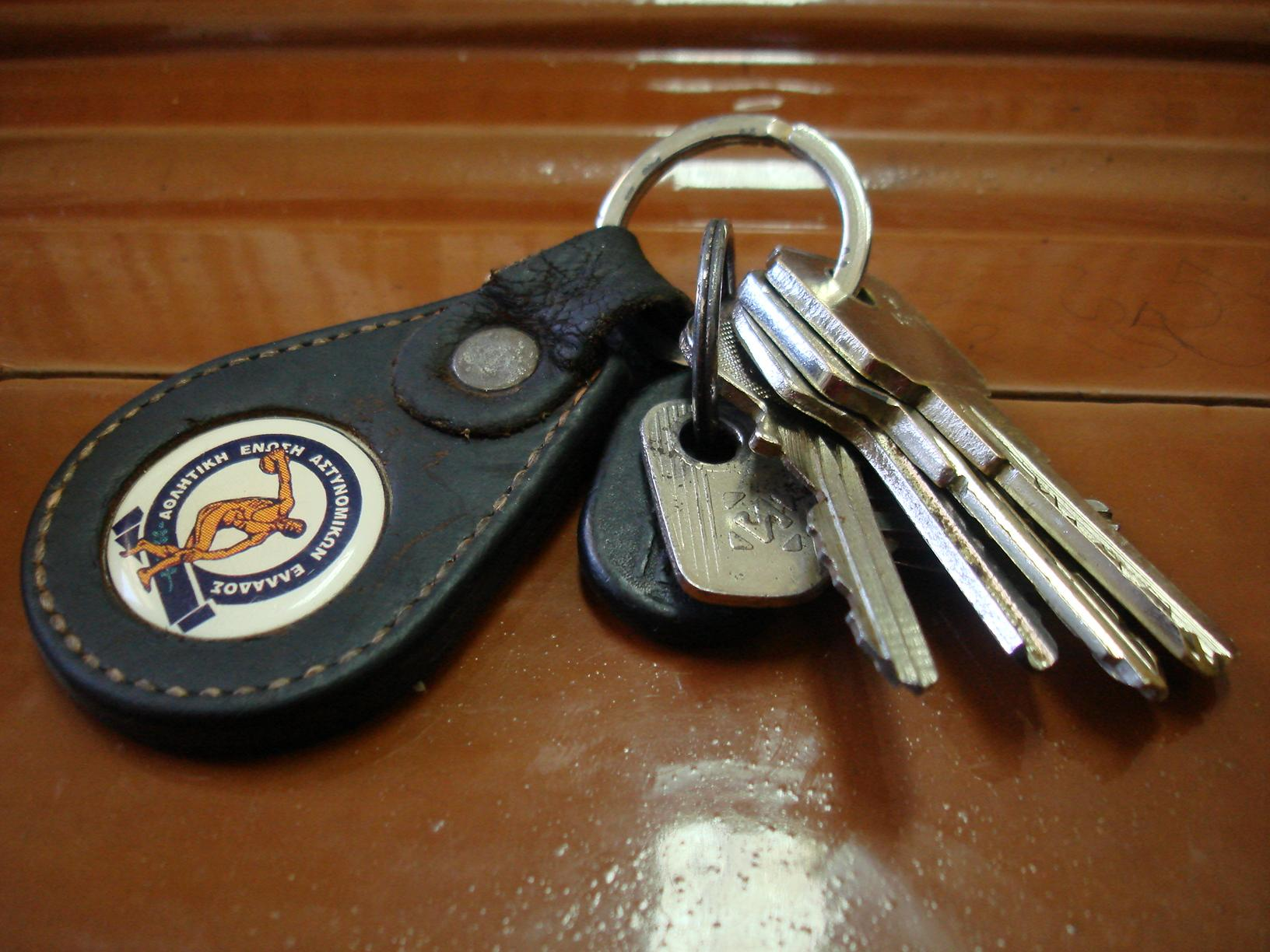
یک جا سوئیچی چرمی

جا سوئیچی یک ابزار نظم دهنده است که برای نگه داشتن کلیدها استفاده می‌شود و از گم شدن آنها جلوگیری می کند. جاسوئیچی ها با جنس های مختلفی قابل تهیه هستند مثل پلاستیک، چوب، چرم و حتی فلز! یکی از فروشنده های جاسوئیچی در ایران که به صورت تخصصی در این زمینه کار می کند، ,کاروپکس می باشد و عمدتاً جاسوئیچی هایی طرح های مختلف   فانتزی ، کاور های سوئیچ و در جنس های چرمی ، استیل ، پلاستیکی و چوبی را ارائه میدهد.